# Port lotniczy Shillong
Port lotniczy Shillong (IATA: SHL, ICAO: VEBI) – port lotniczy położony w Shillong, w stanie Meghalaya, w Indiach.